# Melincué
Melincué is een plaats in het Argentijnse bestuurlijke gebied General López in de provincie Santa Fe. De plaats telt 2.228 inwoners.